# Марта Даніель Логан
Марта Даніель Логан (29 грудня 1704 — 28 червня 1779) — одна з перших американських ботаніків, яка сприяла обміну насінням між Британією та північноамериканськими колоніями. Вона написала поради для садівників і була головним збирачем рослин, ендемічних для штату Південна Кароліна.

## Дитинство та освіта
Народилася в парафії Сент-Томас, штат Південна Кароліна, 29 грудня 1704 року, в заможній родині. Вона була дочкою Роберта Даніеля і Марти Уейнрайт. Її батько, Роберт Даніель, був призначений на два терміни на посаду генерал-лейтенанта Південної Кароліни і був видатним торговцем. Марту Даніель навчали читати і писати під наглядом приватного наставника. Після смерті батька в 1718 році Марта успадкувала його майно вздовж річки Вандо. У 1719 році Марта вийшла заміж за Джорджа Логана-молодшого. Протягом наступних шістнадцяти років вона народила восьмеро дітей, шість з них дожили до дорослого віку. Родина Логан переїхала з їхнього маєтку Wandon додому, близько до плантацій біля Чарльзтона, штат Південна Кароліна, і Марта почала збирати свої ботанічні колекції у найближчих лісах.

## Кар'єра
Після смерті чоловіка в 1742 році Марта зазнала фінансових труднощів. У 1742 році вона розмістила рекламу в газеті «Південна Кароліна», набираючи групу дітей і навчити їх читати та писати. Її син Роберт почав давати оголошення про імпортне насіння, коріння квітів тощо, що викликало подальший інтерес до садівництва. У 1751 році Марта написала колонку «Календар садівника» для газети « Південна Кароліна» .
Не дивлячись на тимчасовий заробіток, подальші фінансові труднощі змусили її продати свою плантацію в 1753 році. Марта переїхала в Чарльзтон і продала рідкісне насіння і коріння й почала більш серйозно вникати у вивчення ботаніки. Вона продовжувала збирати рослини, насіння та інші ботанічні матеріали, а також почала широко співпрацювати з королівським ботаніком того часу, Джоном Бартрамом. Бартрам, який проживав у Філадельфії, обмінювався зразками і регулярно спілкувався з Мартою.
Логан померла у Чарльзтоні у віці 75 років, 28 червня 1779 року.